# Gran Premio de San Marino de Motociclismo de 2010
El Gran Premio de San Marino de Motociclismo de 2010 (oficialmente: GP Aperol di San Marino e Riviera di Rimini) fue la duodécima prueba del Campeonato del Mundo de Motociclismo de 2010. Tuvo lugar en el fin de semana del 3 al 5 de septiembre de 2010 en el Misano World Circuit Marco Simoncelli, situado en Misano Adriatico, Emilia-Romaña, Italia.
La carrera de MotoGP fue ganada por Dani Pedrosa, seguido de Jorge Lorenzo y Valentino Rossi. Toni Elías  fue el ganador de la prueba de Moto2, por delante de Julián Simón y Thomas Lüthi. La carrera de 125 cc fue ganada por Marc Márquez, Nicolas Terol fue segundo y Efrén Vázquez tercero.

## Resultados

### Resultados MotoGP
| Pos.    | N.º | Piloto           | Constructor | Vueltas | Tiempo    | Parrilla | Pts. |
| ------- | --- | ---------------- | ----------- | ------- | --------- | -------- | ---- |
| 1       | 26  | Dani Pedrosa     | Honda       | 28      | 44:22.059 | 1        | 25   |
| 2       | 99  | Jorge Lorenzo    | Yamaha      | 28      | +1.900    | 2        | 20   |
| 3       | 46  | Valentino Rossi  | Yamaha      | 28      | +3.183    | 4        | 16   |
| 4       | 4   | Andrea Dovizioso | Honda       | 28      | +6.454    | 8        | 13   |
| 5       | 27  | Casey Stoner     | Ducati      | 28      | +18.479   | 3        | 11   |
| 6       | 11  | Ben Spies        | Yamaha      | 28      | +28.385   | 5        | 10   |
| 7       | 5   | Colin Edwards    | Yamaha      | 28      | +34.934   | 7        | 9    |
| 8       | 19  | Álvaro Bautista  | Suzuki      | 28      | +38.157   | 16       | 8    |
| 9       | 40  | Héctor Barberá   | Ducati      | 28      | +40.943   | 12       | 7    |
| 10      | 33  | Marco Melandri   | Honda       | 28      | +42.377   | 10       | 6    |
| 11      | 41  | Aleix Espargaró  | Ducati      | 28      | +45.906   | 15       | 5    |
| 12      | 7   | Hiroshi Aoyama   | Honda       | 28      | +46.394   | 13       | 4    |
| 13      | 14  | Randy de Puniet  | Honda       | 28      | +50.481   | 6        | 3    |
| 14      | 58  | Marco Simoncelli | Honda       | 28      | +1:23.143 | 9        | 2    |
| Ret     | 36  | Mika Kallio      | Ducati      | 17      | Retirado  | 17       |      |
| Ret     | 69  | Nicky Hayden     | Ducati      | 3       | Retirado  | 14       |      |
| Ret     | 65  | Loris Capirossi  | Suzuki      | 0       | Caída     | 11       |      |
| Fuente: |     |                  |             |         |           |          |      |

### Resultados Moto2
| Pos.    | N.º | Piloto                | Constructor | Vueltas | Tiempo         | Parrilla | Pts. |
| ------- | --- | --------------------- | ----------- | ------- | -------------- | -------- | ---- |
| 1       | 24  | Toni Elías            | Moriwaki    | 26      | 43:33.996      | 1        | 25   |
| 2       | 60  | Julián Simón          | Suter       | 26      | +1.969         | 3        | 20   |
| 3       | 12  | Thomas Lüthi          | Moriwaki    | 26      | +11.917        | 15       | 16   |
| 4       | 3   | Simone Corsi          | MotoBi      | 26      | +15.409        | 6        | 13   |
| 5       | 65  | Stefan Bradl          | Suter       | 26      | +16.219        | 17       | 11   |
| 6       | 16  | Jules Cluzel          | Suter       | 26      | +16.676        | 4        | 10   |
| 7       | 2   | Gábor Talmácsi        | Speed Up    | 26      | +16.852        | 10       | 9    |
| 8       | 77  | Dominique Aegerter    | Suter       | 26      | +18.330        | 12       | 8    |
| 9       | 71  | Claudio Corti         | Suter       | 26      | +20.650        | 14       | 7    |
| 10      | 44  | Roberto Rolfo         | Suter       | 26      | +29.678        | 24       | 6    |
| 11      | 68  | Yonny Hernández       | BQR-Moto2   | 26      | +32.720        | 23       | 5    |
| 12      | 14  | Ratthapark Wilairot   | Bimota      | 26      | +35.098        | 31       | 4    |
| 13      | 35  | Raffaele De Rosa      | Tech 3      | 26      | +35.428        | 27       | 3    |
| 14      | 56  | Michael Ranseder      | Suter       | 26      | +35.933        | 22       | 2    |
| 15      | 52  | Lukáš Pešek           | Moriwaki    | 26      | +37.012        | 29       | 1    |
| 16      | 55  | Héctor Faubel         | Suter       | 26      | +40.950        | 11       |      |
| 17      | 8   | Anthony West          | MZ-RE Honda | 26      | +41.752        | 33       |      |
| 18      | 80  | Axel Pons             | Pons Kalex  | 26      | +41.878        | 25       |      |
| 19      | 19  | Xavier Siméon         | Moriwaki    | 26      | +47.566        | 16       |      |
| 20      | 4   | Ricky Cardús          | Bimota      | 26      | +57.026        | 36       |      |
| 21      | 5   | Joan Olivé            | FTR         | 26      | +57.119        | 35       |      |
| 22      | 53  | Valentin Debise       | ADV         | 26      | +1:00.833      | 30       |      |
| 23      | 70  | Ferruccio Lamborghini | Suter       | 26      | +1:02.316      | 20       |      |
| 24      | 9   | Kenny Noyes           | Promoharris | 26      | +1:05.795      | 34       |      |
| 25      | 99  | Tatsuya Yamaguchi     | Moriwaki    | 26      | +1:09.977      | 28       |      |
| 26      | 88  | Yannick Guerra        | Moriwaki    | 26      | +1:16.520      | 38       |      |
| 27      | 95  | Mashel Al Naimi       | BQR-Moto2   | 26      | +1:16.563      | 37       |      |
| 28      | 59  | Niccolò Canepa        | Bimota      | 26      | +1:17.479      | 32       |      |
| 29      | 39  | Robertino Pietri      | Suter       | 26      | +1:41.039      | 26       |      |
| Ret     | 29  | Andrea Iannone        | Speed Up    | 23      | Retirado       | 5        |      |
| Ret     | 25  | Alex Baldolini        | I.C.P.      | 23      | Retirado       | 21       |      |
| Ret     | 72  | Yuki Takahashi        | Tech 3      | 21      | Caída          | 13       |      |
| Ret     | 40  | Sergio Gadea          | Pons Kalex  | 14      | Caída          | 18       |      |
| Ret     | 48  | Shoya Tomizawa        | Suter       | 11      | Fatal accident | 8        |      |
| Ret     | 15  | Alex de Angelis       | MotoBi      | 11      | Colisión       | 7        |      |
| Ret     | 45  | Scott Redding         | Suter       | 11      | Colisión       | 2        |      |
| Ret     | 75  | Mattia Pasini         | Suter       | 10      | Retirado       | 9        |      |
| Ret     | 63  | Mike Di Meglio        | Suter       | 7       | Caída          | 19       |      |
| DNS     | 17  | Karel Abraham         | FTR         |         | No participó   |          |      |
| Fuente: |     |                       |             |         |                |          |      |

### Resultados 125cc
| Pos.    | N.º | Piloto              | Constructor | Vueltas | Tiempo    | Parrilla | Pts. |
| ------- | --- | ------------------- | ----------- | ------- | --------- | -------- | ---- |
| 1       | 93  | Marc Márquez        | Derbi       | 23      | 39:56.117 | 2        | 25   |
| 2       | 40  | Nicolás Terol       | Aprilia     | 23      | +2.185    | 3        | 20   |
| 3       | 7   | Efrén Vázquez       | Derbi       | 23      | +5.628    | 7        | 16   |
| 4       | 38  | Bradley Smith       | Aprilia     | 23      | +5.912    | 1        | 13   |
| 5       | 11  | Sandro Cortese      | Derbi       | 23      | +6.378    | 6        | 11   |
| 6       | 44  | Pol Espargaró       | Derbi       | 23      | +7.091    | 4        | 10   |
| 7       | 12  | Esteve Rabat        | Aprilia     | 23      | +23.835   | 8        | 9    |
| 8       | 71  | Tomoyoshi Koyama    | Aprilia     | 23      | +23.891   | 5        | 8    |
| 9       | 35  | Randy Krummenacher  | Aprilia     | 23      | +29.914   | 13       | 7    |
| 10      | 99  | Danny Webb          | Aprilia     | 23      | +29.969   | 9        | 6    |
| 11      | 94  | Jonas Folger        | Aprilia     | 23      | +30.173   | 11       | 5    |
| 12      | 14  | Johann Zarco        | Aprilia     | 23      | +38.411   | 10       | 4    |
| 13      | 23  | Alberto Moncayo     | Aprilia     | 23      | +38.689   | 14       | 3    |
| 14      | 15  | Simone Grotzkyj     | Aprilia     | 23      | +46.494   | 15       | 2    |
| 15      | 26  | Adrián Martín       | Aprilia     | 23      | +46.569   | 16       | 1    |
| 16      | 84  | Jakub Kornfeil      | Aprilia     | 23      | +1:00.269 | 19       |      |
| 17      | 78  | Marcel Schrötter    | Honda       | 23      | +1:01.708 | 18       |      |
| 18      | 97  | Armando Pontone     | Aprilia     | 23      | +1:07.377 | 22       |      |
| 19      | 69  | Louis Rossi         | Aprilia     | 23      | +1:07.414 | 21       |      |
| 20      | 95  | Alessandro Tonucci  | Aprilia     | 23      | +1:07.487 | 25       |      |
| 21      | 53  | Jasper Iwema        | Aprilia     | 23      | +1:07.905 | 17       |      |
| 22      | 96  | Tommaso Gabrielli   | Aprilia     | 23      | +1:29.668 | 27       |      |
| 23      | 72  | Marco Ravaioli      | Lambretta   | 23      | +1:30.618 | 29       |      |
| 24      | 76  | Francesco Mauriello | Aprilia     | 23      | +1:30.641 | 26       |      |
| 25      | 36  | Joan Perelló        | Lambretta   | 22      | +1 vuelta | 28       |      |
| Ret     | 87  | Luca Marconi        | Aprilia     | 16      | Retirado  | 24       |      |
| Ret     | 50  | Sturla Fagerhaug    | Aprilia     | 14      | Retirado  | 31       |      |
| Ret     | 32  | Lorenzo Savadori    | Aprilia     | 12      | Caída     | 23       |      |
| Ret     | 79  | Giovanni Bonati     | Aprilia     | 12      | Caída     | 32       |      |
| Ret     | 5   | Alexis Masbou       | Aprilia     | 8       | Retirado  | 30       |      |
| Ret     | 39  | Luis Salom          | Aprilia     | 7       | Retirado  | 12       |      |
| Ret     | 63  | Zulfahmi Khairuddin | Aprilia     | 1       | Retirado  | 20       |      |
| Fuente: |     |                     |             |         |           |          |      |